# Alseodaphne hainanensis
Alseodaphne hainanensis är en lagerväxtart som beskrevs av Elmer Drew Merrill. Alseodaphne hainanensis ingår i släktet Alseodaphne och familjen lagerväxter. Inga underarter finns listade i Catalogue of Life.